# 摩托車輪胎

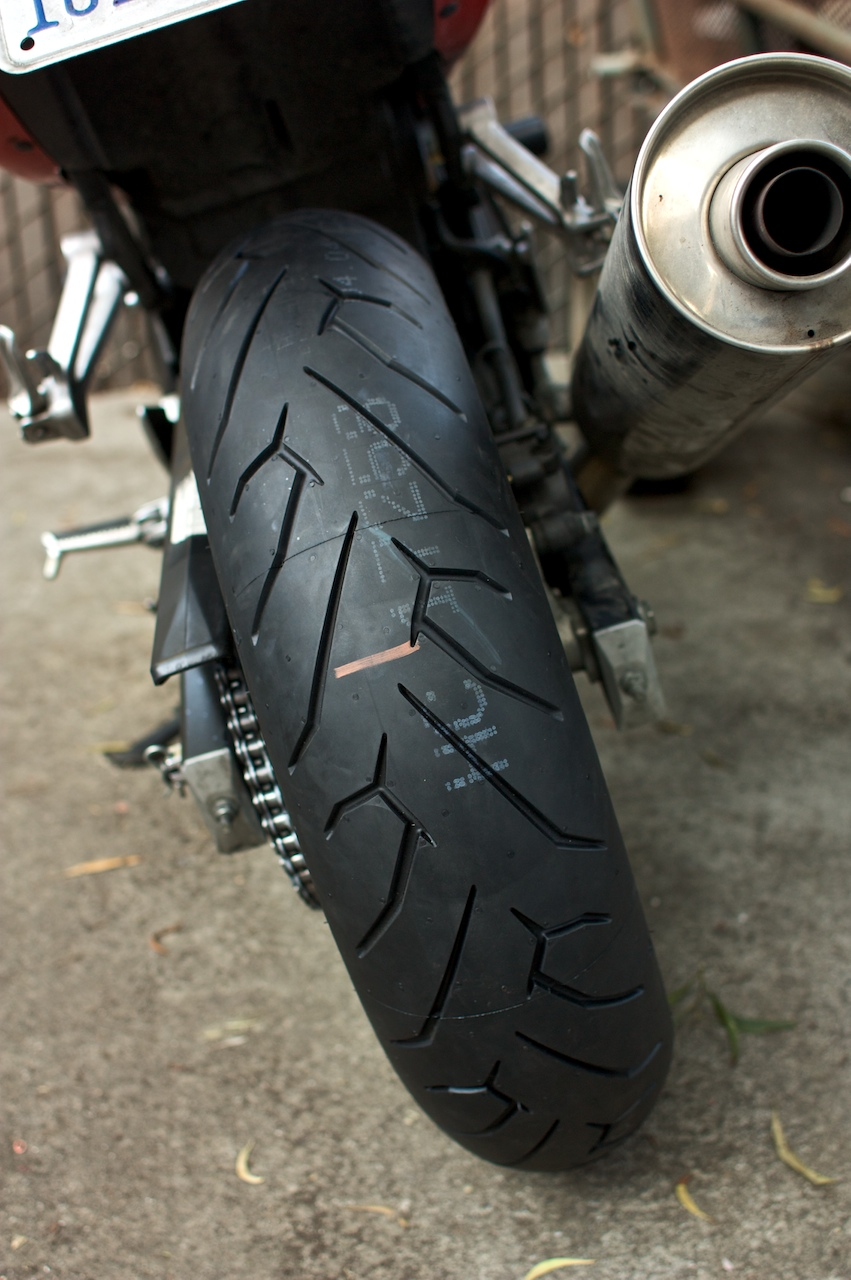
摩托车后轮胎

摩托车轮胎是指摩托车车轮與地面直接接觸的部分，摩托車輪胎直接包在轮辋上，它可以提供牵引力、抗磨损、減少不平整的路面給騎手帶來的影響，騎手通過逆操舵转弯時離不開輪胎的協助。此外摩托車輪胎的好壞還會影響摩托車的安全性、煞車、燃油经济性、噪音以及骑手舒适度。